# Liotryphon arcticus
Liotryphon arcticus là một loài tò vò trong họ Ichneumonidae.